# Missouri Botanical Garden

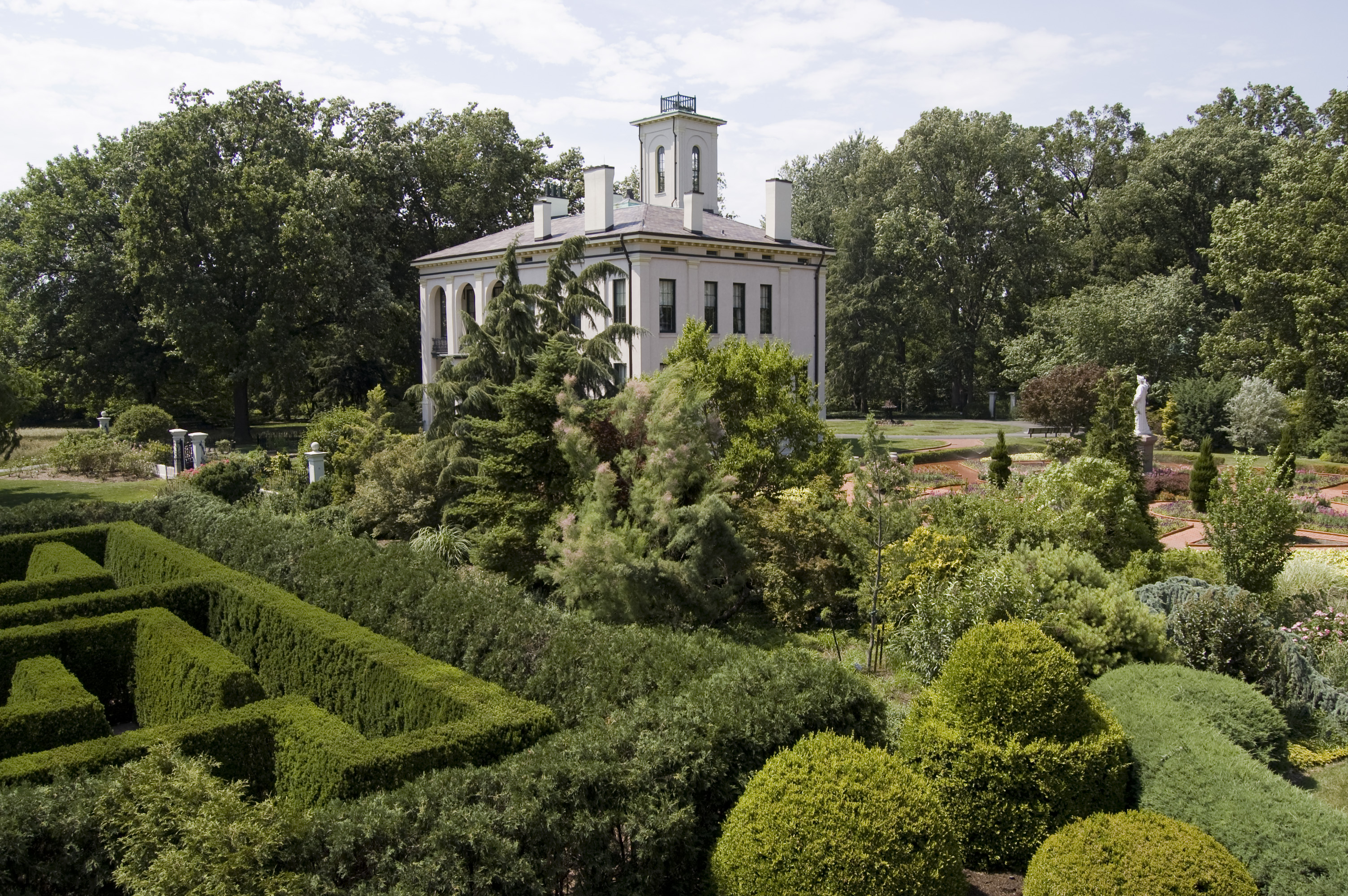
Tower Grove House

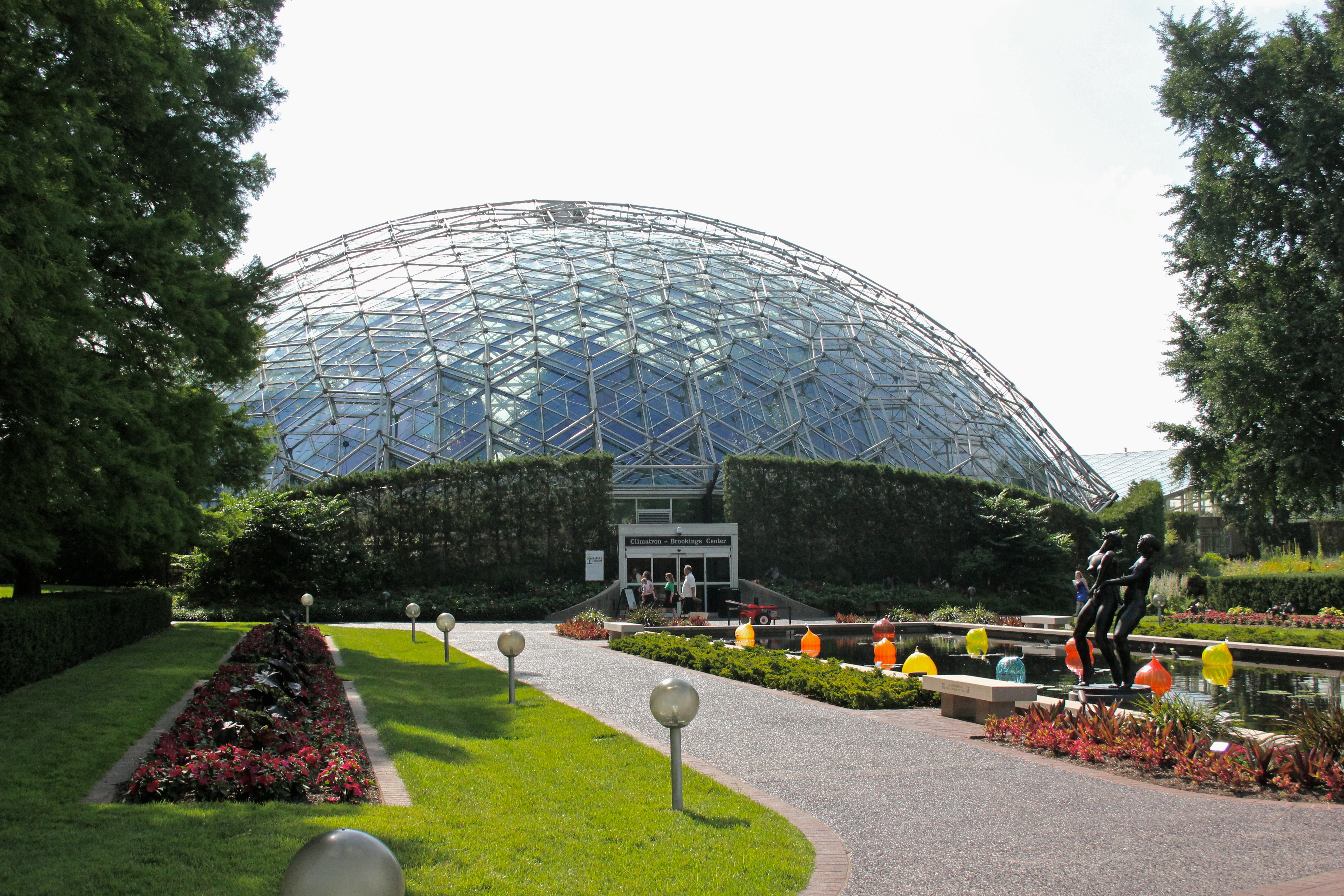
Eingang zum Climatron

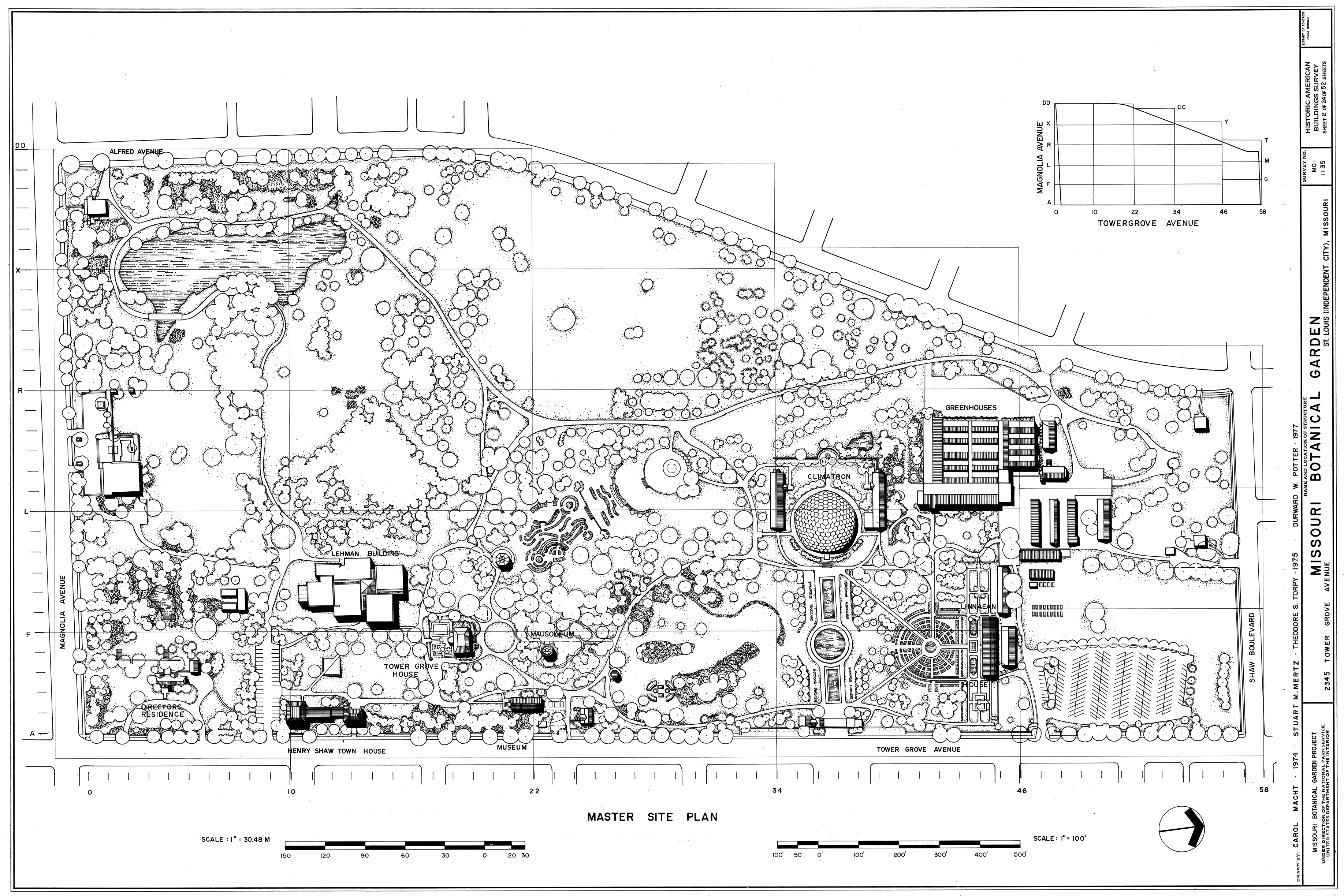
Lageplan von 1974–1977

Der Missouri Botanical Garden in St. Louis im US-Bundesstaat Missouri ist mit 32 Hektar gestalteter Fläche einer der größten botanischen Gärten der Welt und mit jährlich 750 000 Besuchern eine Hauptsehenswürdigkeit von St. Louis. Er ist ein National Historic Landmark und im National Register of Historic Places eingetragen.

## Geschichte
Der Garten wurde 1859 von dem britisch-US-amerikanischen Geschäftsmann und Hobbybotaniker Henry Shaw (1800–1889) gegründet und ist damit eine der ältesten botanischen Einrichtungen in den Vereinigten Staaten. Er wird nach seinem Gründer mitunter auch Shaws Garden genannt. Shaw war Mitte des 19. Jahrhunderts einer der größten Landeigentümer von St. Louis. Mittelpunkt des Grundbesitzes war das 1849 im Stil einer italienischen Villa erbaute Tower Grove House, um das Shaw nach dem Vorbild europäischer Landhausgärten einen Garten anlegen ließ. Mit Unterstützung des deutschamerikanischen Arztes und Botanikers George Engelmann konnte eine botanische Bibliothek und ein Herbarium zusammengestellt werden. 

## Bibliothek
Die Bibliothek verfügt heute über einen Bestand von 120 000 Bänden, das Herbarium enthält über 7,5 Millionen Belege von Moosen und Gefäßpflanzen (Stand 2025) Gärtnerisches Know-how und botanische Forschung machen den Missouri Botanical Garden neben Royal Botanic Gardens (Kew) und Singapore Botanic Gardens zu einem der bedeutendsten und einflussreichsten Gärten weltweit.

## Zugang
Der Botanische Garten liegt acht Kilometer westlich vom Stadtzentrum von St. Louis nahe der Interstate 44  am Shaw Boulevard. Am Haupteingang wurde 2023 das Jack C. Taylor Visitor Center eingeweiht. Von dem vom Architektenbüro Ayers Saint Cross (Maryland, USA) entworfenen Besucherzentrum öffnet sich durch großzügige Fensterfronten und Glastüren der Blick auf die Gartenlandschaft. Das SB-Lokal in dem mit Architekturpreisen ausgezeichneten Gebäude ist nach dem Sassafrasbaum (Sassafras albidum) benannt, einem nordamerikanischen endemischen Lorbeergewächs, das auch auf dem Gartengelände heimisch ist.

## Climatron
Hauptattraktion des Gartens ist das nahe vom Eingang stehende Climatron, ein nach den Ideen von Buckminster Fuller errichtetes Kuppelgewächshaus. 1960 eröffnet war es das erste vollständig klimatisierte Gewächshaus mit einer festen Plexiglasverkleidung, die nach umfangreicher Renovierung in den späten 1980er Jahren durch mit Kunststoff beschichtetes Glas ersetzt wurde. Der Kuppelbau ist 21 Meter hoch, misst 53 Meter im Durchmesser und verfügt über eine Grundfläche von 2200 Quadratmeter. 1976 wurde der Climatron zu einem der hundert herausragenden architektonischen Bauwerke der USA gewählt.
Mit ganzjährigen Temperaturen zwischen 18 Grad nachts und 29 Grad tagsüber sowie einer Luftfeuchtigkeit von 85 Prozent wird im Climatron das Klima von einem tropischen Regenwald erzeugt, in dem etwa 1400 verschiedene tropische Pflanzenarten zuhause sind. Zur Sammlung tropischer Gewächse gehören u. a. eine luftwurzelnde Banyan-Feige (Ficus benghalensis), ein Baum der Reisenden (Ravenala madagascariensis), eine Seychellenpalme (Lodoicea maldivica) und zahlreiche Orchideen und Palmfarne. An Nutzpflanzen sind etwa Kaffeesträucher und Kakaobäüme zu sehen.

## Weitere Sehenswürdigkeiten

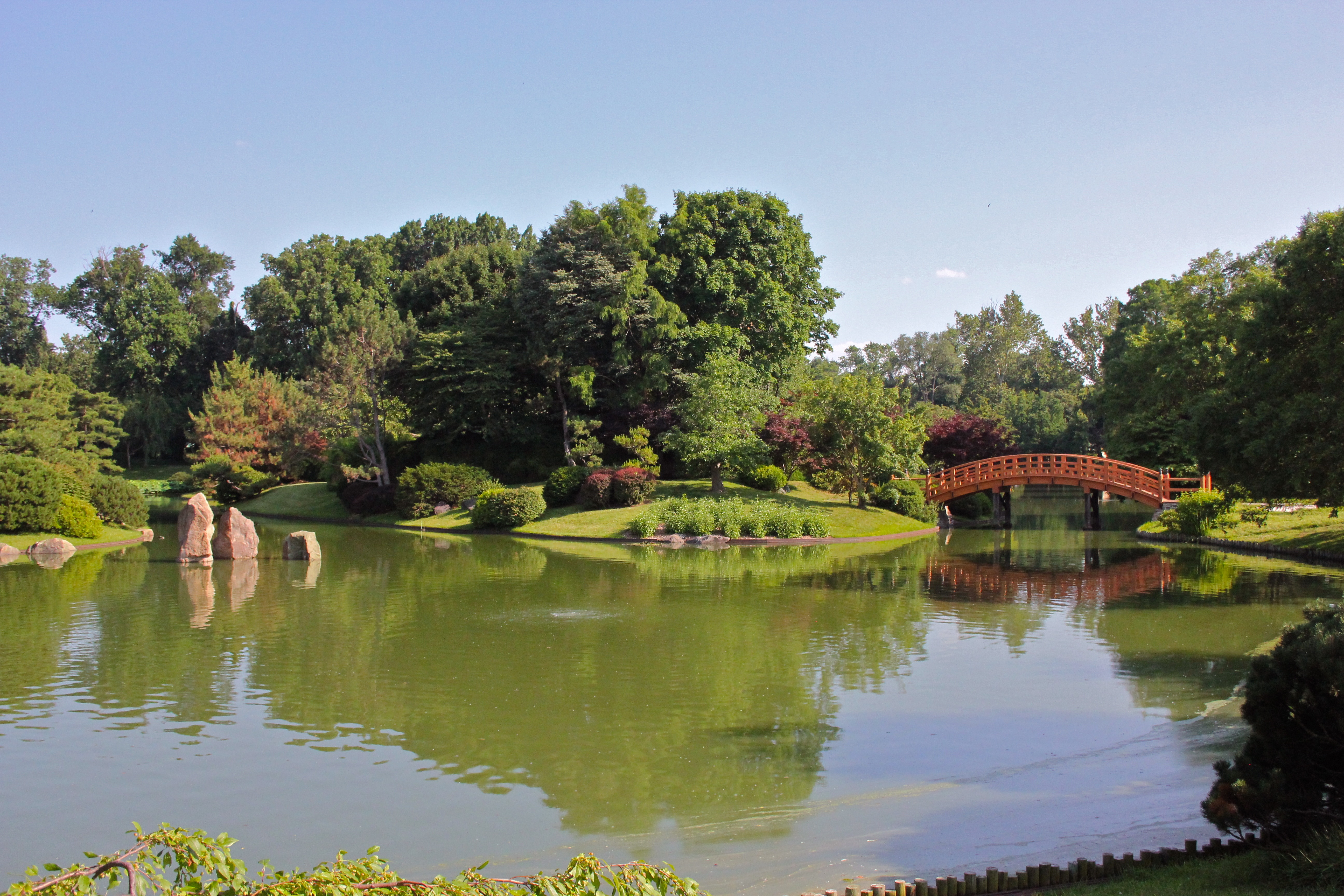
Trommelbrücke im Japanischen Garten

Die Sammlung umfasst rund 51 000 Pflanzen, die sich auf verschiedene Abteilungen verteilen. Der wie eine offene Parklandschaft angelegte Garten schließt u. a. einen Japanischen Garten, einen Chinesischen Garten, einen Osmanischen Garten sowie einen Bayerischen Garten ein, in dem sonnenliebende Pflanzen aus Mitteleuropa im Fokus stehen.
Unter den internationalen Gärten nimmt der 1977 eingeweihte Japanische Garten den größten Raum ein, mit einer Fläche von 14 Hektar ist er zugleich der größte japanische Garten in Nordamerika. Zentrales Gestaltungselement ist ein 1,6 Hektar großer See mit einer kleinen Insel, die über eine Trommelbrücke erreichbar ist. Auf dem Inselchen befindet sich ein in Japan gefertigtes Teehaus. Beste Zeit für die Kirschblüte und die mit rund 700 Sorten vertretenen Narzissen ist Ende März/Anfang April.
Das nach dem Naturforscher Carl von Linné benannte Linnean House südöstlich vom Haupteingang diente ursprünglich als Orangerie. Heute ist in dem in den 1880er Jahren erbauten Backsteingebäude eine Kameliensammlung untergebracht.
In den Monaten April und Mai sorgen verschiedene Arten von Rhododendren und Azaleen für Farbtupfer. Hauptblütezeit für Taglilien ist der Juni. In dieser Zeit stehen in den Wassergärten auch Lotosblumen in voller Blüte.

## Veranstaltungen
Der Garten ist Ort für mehrere kulturelle Events einschließlich des japanischen Festes und der chinesischen Kulturtage der Chinesisch-Schule St. Louis Moderns. Im Amphitheater westlich vom Climatron wird im Juni und Juli jeweils mittwochs das Whitaker Music Festival, eine kostenlose Open-Air-Konzertreihe, abgehalten.

## Außenstellen
Zum Missouri Botanical Garden gehört das Shaw Nature Reserve, ein Naturschutzgebiet nahe der historischen Route 66 etwa 55 Kilometer westlich von St. Louis. Es wurde 1925 eingerichtet, um angesichts der zu jener Zeit stark durch Kohlenstaub belasteten Luft in der aufstrebenden Wirtschaftsmetropole verschiedenen Pflanzen (vornehmlich Orchideen) einen sauberen Lebensraum zu bieten. Das heute 2400 Hektar große Gebiet mit rekonstruierter Hochgrasprärie und Feuchtgebieten ist durch ein 29 Kilometer langes Wanderwegenetz erschlossen.

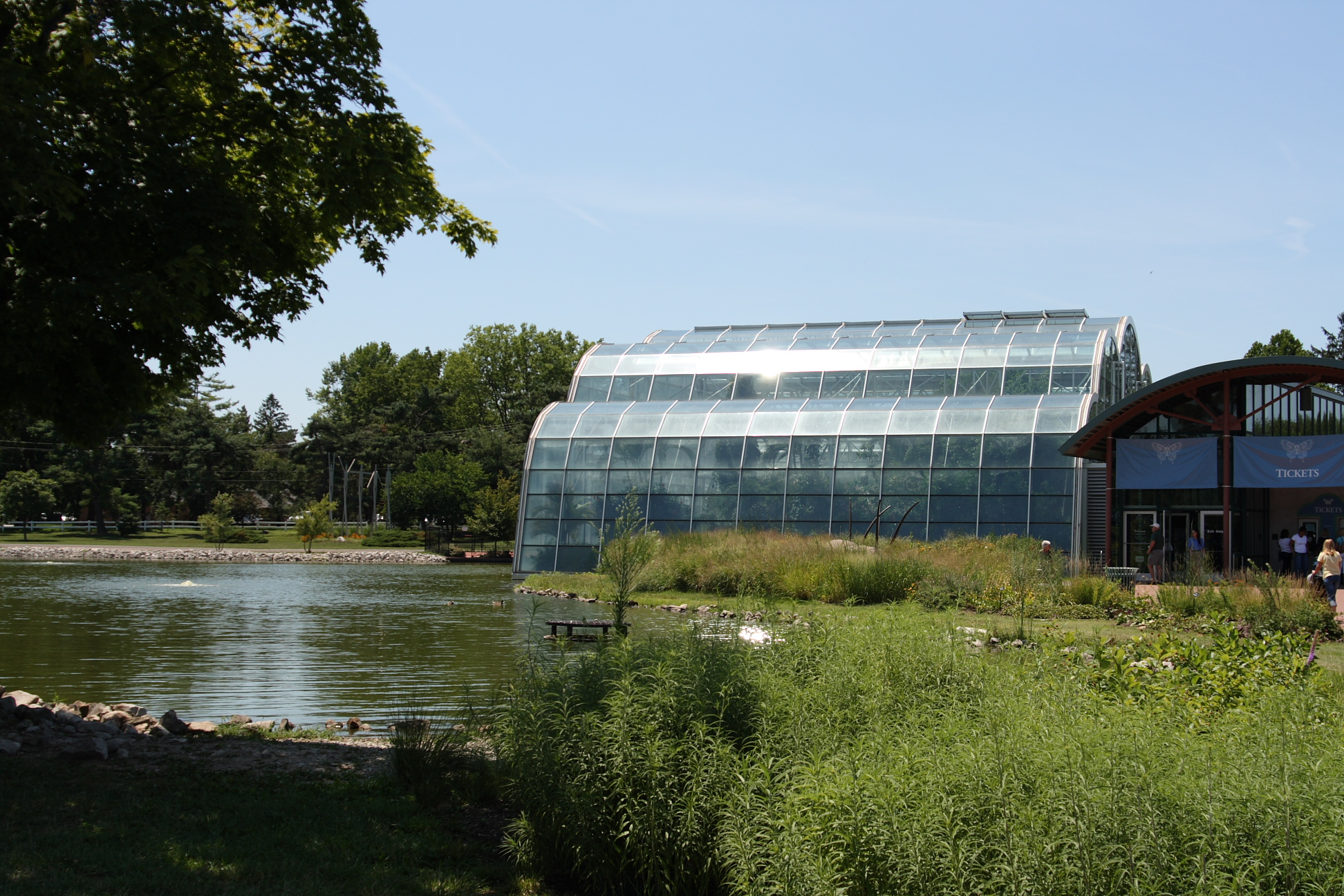
Butterfly House, Missouri Botanical Garden

Eine zweite Außenstelle ist seit 2001 das Schmetterlingshaus im Faust Park in Chesterfield, einer 34 Kilometer westlich vom Stadtzentrum von St. Louis entfernten Vorstadt. Neben einem Gewächshaus mit tropischen Schmetterlingsarten sowie einer Insektensammlung gibt es dort auch einen Freiland-Schmetterlingsgarten. 